# Boríssova Gorà
Boríssova Gorà (en rus: Борисова Гора) és un poble (possiólok) de l'óblast de Tomsk, a Rússia, que el 2010 tenia 74 habitants.